# Список улиц Алатыря
| # А Б В Г Д Е Ё Ж З И К Л М Н О П Р С Т У Ф Х Ц Ч Ш Щ Э Ю Я |

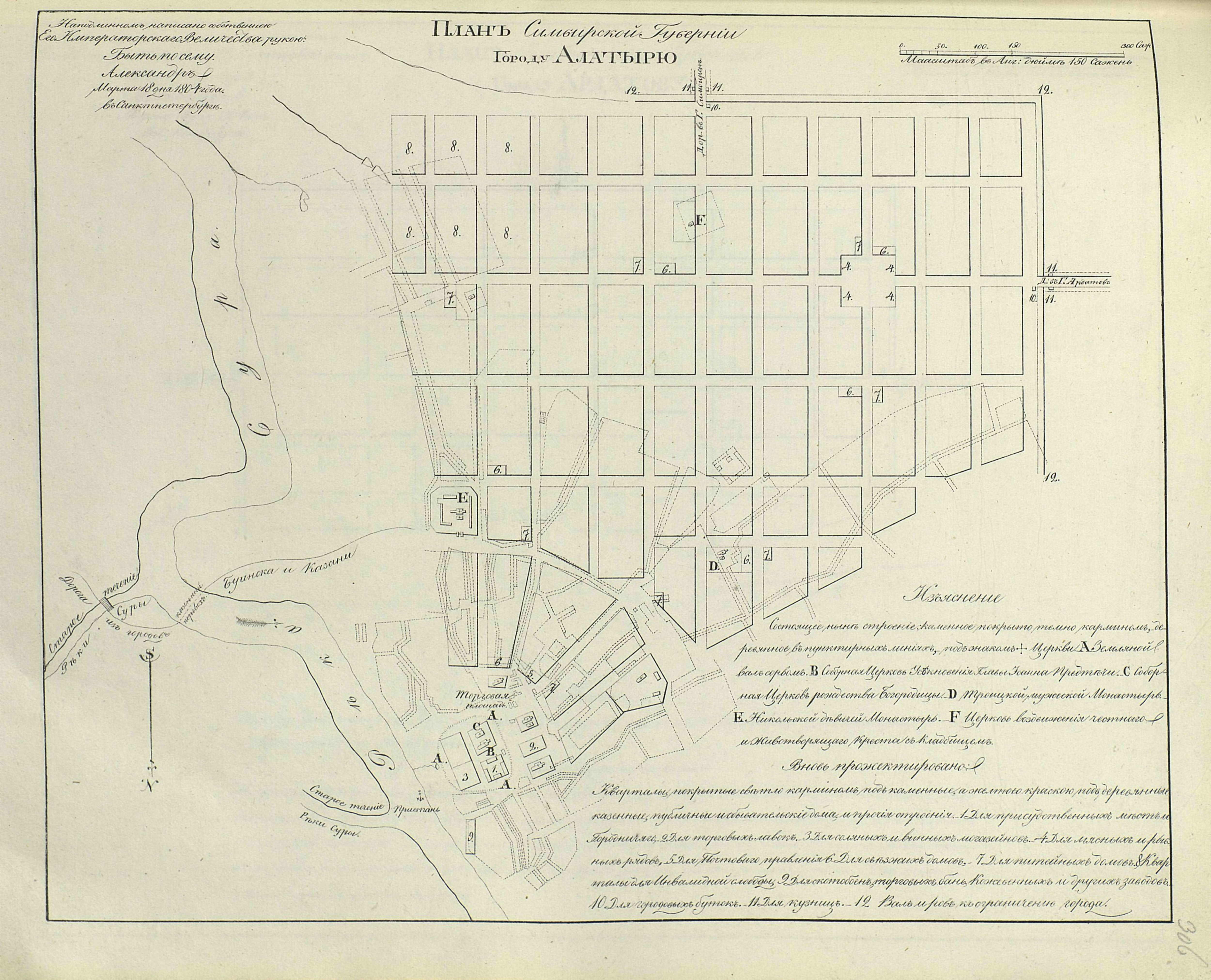
План Алатыря из Полного собрания законов Российской Империи (1839)

Список улиц и прочих адресных объектов города Алатыря Чувашской республики с краткими описаниями.
В Алатыре преобладает прямоугольная планировка улиц. Для исторического центра она была утверждена в 1804 году по плану, подписанному Александром I. Первоначальная планировка города, в XVII—XVIII веках, была радиальной, улицы расходились от центра города — крепости, на месте которой в настоящее время площадь Октябрьской Революции, главным образом в юго-западном направлении. В XIX веке планировка были приближена к прямоугольной, в наиболее старой части города частично сохранилась лучевая планировка.
Названия районов, указанные в списке, не являются официальными, но широко используются в обиходе и в ряде источников.

## 0-9
- 1-й Луговой переулок
- 1-й Садовый переулок
- 1-й Сурский косогор улица
- 1-й Школьный тупик
- 1-я Луговая улица

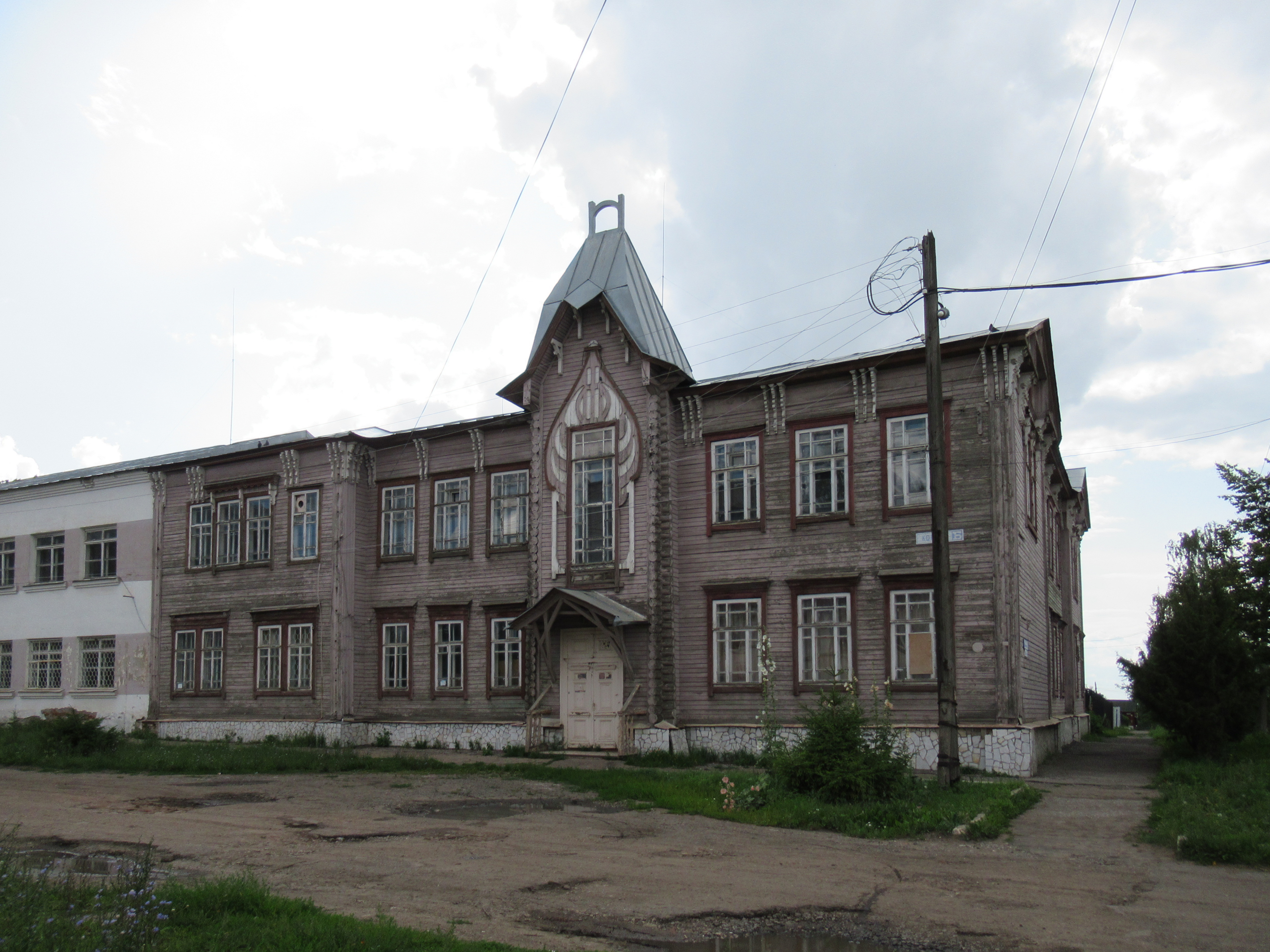
Улица III Интернационала, угол с улицей Комсомола — бывшее городское училище, 1911 год

- 141-й Стрелковой Дивизии улица — бывшая Инвалидная[4], Восточная. Относится к сети магистральных связей городского значения[5].
- 2-й Луговой переулок
- 2-й Садовый переулок
- 2-й Сурский косогор улица
- 2-й Школьный тупик
- 2-я Железнодорожная улица
- 2-я Луговая улица
- 2-я Шпальная улица
- III Интернационала улица — бывшая Полевая[4].
- 3-й Луговой переулок
- 3-й Сурский косогор улица
- 3-й Школьный тупик
- 3-я Железнодорожная улица
- 4-й Школьный тупик
- 40 лет Победы улица — относится к сети магистральных связей городского значения[5].
- Улица 8 Марта — в районе Подстанция. Ранее, до 1954 года — переулок Грязный Ручей, по притоку речки Сизовки[6].

## А
- Академика Крылова улица — в центре города, в честь кораблестроителя А. Н. Крылова. Ранее Саранская, по Саранскому тракту, который переходил в неё при въезде в город[7]. Относится к сети магистральных связей городского значения[5].
- Алатырская улица — в районе Бугор.
- Алатырский проезд
- Артиллерийская улица — в районе Бугор.

## Б
- Улица Баумана — в районе Подгорье, в честь революционера Н. Э. Баумана. Ранее Горшечный переулок[8].
- Улица Белинского — в честь критика В. Г. Белинского.
- Береговая улица — в районе Подгорье, на берегу реки Суры.
- Берёзовая улица — в микрорайоне Западный. Относится к сети магистральных связей городского значения[5].
- Улица Богдана Хмельницкого — в центре города, в честь гетмана Б. Хмельницкого, бывшая Заведенская.
- Больничный переулок — в центре города, назван по расположению у железнодорожной больницы при станции Алатырь[9].
- Большая Луговая улица — в районе Ямская (ранее — селе Ямской Посад), до 1965 года — Луговая, была переименована для устранения одноимённости[10].
- Улица Боронина — в честь Героя Советского Союза М. П. Боронина. Ранее 1-й проезд[11].

## В
- Васильковая улица
- Переулок Ватутина — в центре города, назван в честь военачальника Н. Ф. Ватутина[12]
- Весёлая улица — в Юго-Западном микрорайоне.
- Весенняя улица — в Южном микрорайоне.
- Улица Ветвинского — в честь Героя Советского Союза В. Ф. Витвинского (Ветвинского), до 1965 года — 2-й проезд[13].
- Вишнёвая улица — в Рассветовском микрорайоне.
- Вишнёвый проезд — в Юго-Западном микрорайоне.
- Квартал (посёлок) Водников — обособленная часть города на правом берегу реки Суры, ранее Пригородный посёлок[14].
- Улица Володарского — в центре города, в честь революционера В. Володарского.
- Волочаевская улица — в районе Ямская, в честь боёв Гражданской войны у Волочаевки.

## Г

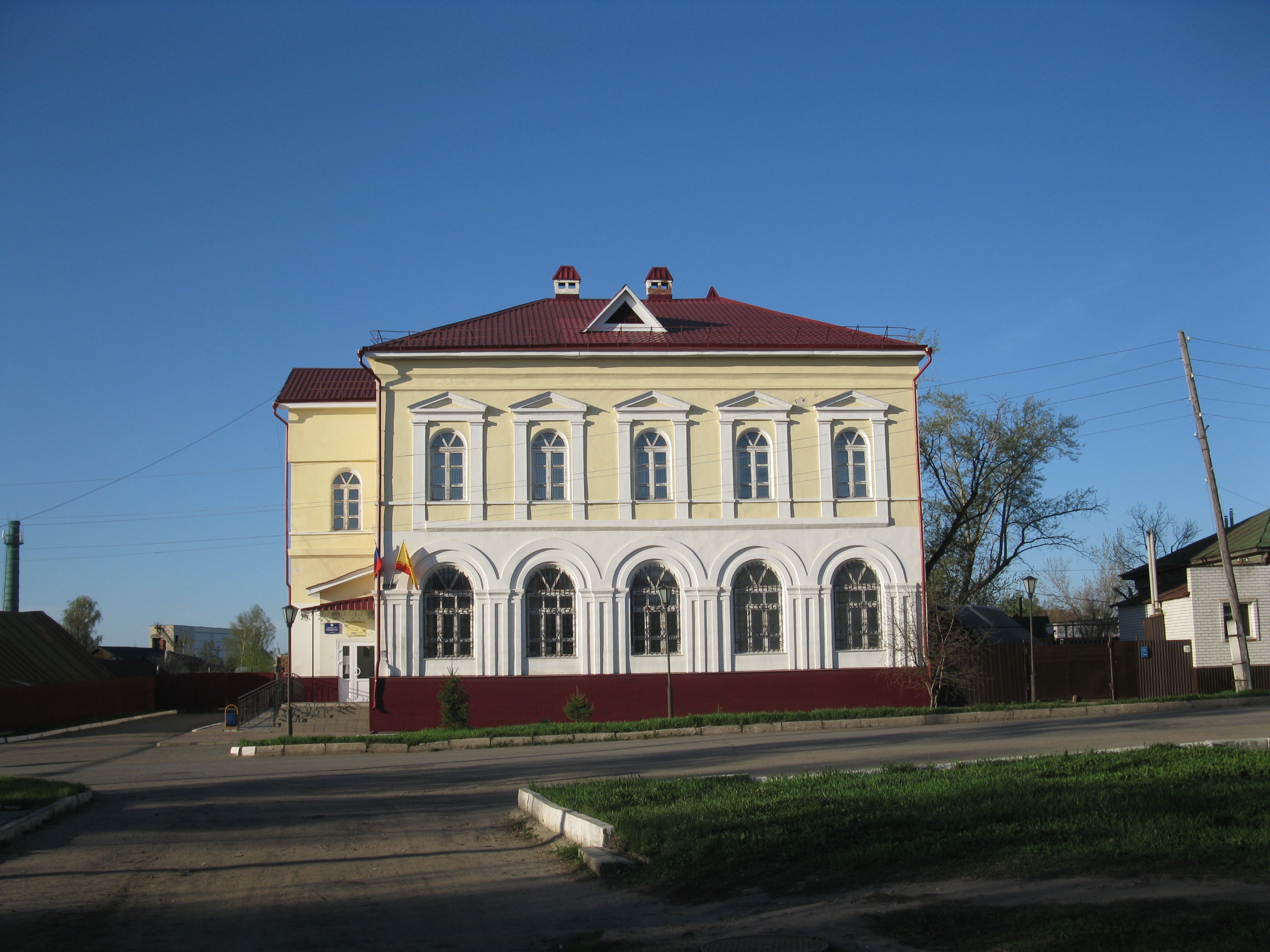
Улица Горшенина, дом 30 — дом купца Антонова, 1859 год

- Улица Гагарина — главная улица бывшего села Ямской Посад, ныне района Ямская, в честь космонавта Ю. А. Гагарина. Ранее имела название Ямская, Ардатовский тракт, Ардатовская, Ленина. Самая длинная улица города[16].
- Улица Герцена — в районе Бугор, в честь писателя А. И. Герцена.
- Гоголевский спуск — продолжение улицы Гоголя. Ранее, возможно, Соболевский спуск[17].
- Улица Гоголя — в центре города, в честь писателя Н. В. Гоголя. Относится к сети магистральных связей городского значения[5].
- Гончарный переулок — в Кирпичном микрорайоне (у кирпичного завода).
- Улица Гончарова — в центре города, в честь писателя И. А. Гончарова, бывшая Инвалидно-Набережная, Красная.
- Горный переулок — в районе Подстанция.
- Улица Горсовета (Горсоветская) — в районе Бугор.
- Улица Горшенина — в центре города, бывшая Вторая Поперечная, Монастырская Поперечная, Александровская, в советское время — Октябрьского Переворота, Октября, Октябрьская. Нынешнее название в честь первого Генерального прокурора СССР К. П. Горшенина, с 2002 года[18].
- Улица Горького — в центре города, в честь писателя М. Горького, бывшая Нижегородская[19].
- Гражданский переулок — в районе Подгорье.
- Улица Грибоедова — в районе Ямская, в честь писателя А. С. Грибоедова. Ранее улица Гоголя, переименована в 1959 году в целях устранения одноимённости[6].

## Д
- Дальний проезд — в районе Ямская
- Дальняя улица — в районе Ямская
- Улица Дзержинского — в честь Ф. Э. Дзержинского.
- Спуск Димитрова — в районе Сандулеи, в честь Г. М. Димитрова. Ранее — Малкин спуск[20]
- Улица Димитрова — в честь Г. М. Димитрова.
- Дорожная улица — вероятно, названа по расположению у железной дороги[21].
- Спуск Доронина — в районе Пекин, в честь Героя Советского Союза И. В. Доронина[22]

## Ж
- Улица Жданова — в честь партийного деятеля А. А. Жданова.
- Железнодорожная улица — в районах Подгорье, Подстанция, вдоль железнодорожной линии.
- Железнодорожный спуск — в центре города и в районе Подгорье. До 1935 года — Троицкий спуск[23].
- Улица Железнодорожный Клин — в районе Подгорье, на стыке двух железнодорожных линий[24].
- Жуковского улица — в центре города, в честь поэта В. А. Жуковского, бывшая Водопроводная[25]. Относится к сети магистральных связей городского значения[5].
- Спуск Жуковского — в районе Пекин, продолжение улицы Жуковского. Ранее Романихин (Романихинский) спуск, спуск Водопьянова[25].

## З
- Заводская улица — в районе Подгорье, названа по лесным заводам, до 1935 года Сизовская, по речке Сизовке[26].
- Заводской переулок — в районе Подгорье, ранее Сизовский переулок, аналогично соседней Заводской улице[26].
- Западная улица — в районе Бугор, названа в 1965 году, ранее улица Боронина-Ветвинского, в честь героев Советского Союза М. П. Боронина и В. Ф. Витвинского[27].
- Западный тупик — в районе Кульковка.
- Звёздная улица
- Звёздный переулок — в районе Ямская. Назван в 1960-е годы, во время успехов советской космонавтики[28].
- Зелёная улица — в Южном микрорайоне.
- Зелёный квартал (посёлок) — обособленная часть города на правом берегу реки Суры.
- Зелёный тупик — в районе Ямская.

## И
- улица Ивана Франко

## К
- улица Константина Иванова
- улица Карла Маркса
- Калинина улица — относится к сети магистральных связей городского значения[5].
- Каштановая улица
- Киевский спуск
- Кирова улица — бывшие Казанская и Казачья улицы[4]. Относится к сети магистральных связей городского значения[5].
- Кирпичная улица
- Кленовая улица
- Колхозная улица
- Комарова улица
- Комгородок улица
- Комиссариатская улица — основная широтная магистраль города[5].
- Коммунаров улица
- Улица Комсомола — бывшая Поперечная, Вокзальная. Нынешнее название с 1927 года. Широтная магистраль центральной части города[5].
- Конечный переулок
- Котовского улица
- Улица Кочетова
- Красноармейский спуск
- Краснофлотская улица
- Красный переулок
- Кривоколенный переулок
- Крылова улица
- Кувина улица
- Кузнечная улица
- Кузнечный переулок
- Куйбышева улица — бывшая Цыганская.
- Кутузова улица

## Л
- Лазо улица — названа в честь С. Г. Лазо, главная улица исторического района Орешник.
- Левобережный переулок
- Улица Ленина — бывшая Большая Казачья, Симбирская[4]. Центральная меридиональная магистраль города[5].
- Ленинградская улица — относится к сети магистральных связей городского значения[5].
- Лермонтова улица — относится к сети магистральных связей городского значения[5].
- Лесной переулок — бывший Рождественский, Первомайский.
- Лесозаводской спуск
- Линейная улица
- Листопадная улица
- Ломоносова улица
- Луговая улица

## М
- Улица Макарова П. Г.
- Маяковского улица
- Менделеева улица
- Минский переулок
- Мирная улица
- Мирская улица
- Мичурина улица
- Молодёжная улица
- Московская улица — бывшая Большая Стрелецкая. Главная меридиональная магистраль города[5].

## Н
- Набережный переулок
- Нагорный переулок
- Нахимова улица
- Невского улица
- Некрасова улица
- Нижняя Луговая улица
- Новая улица
- Новенькая улица

## О
- Озёрный переулок

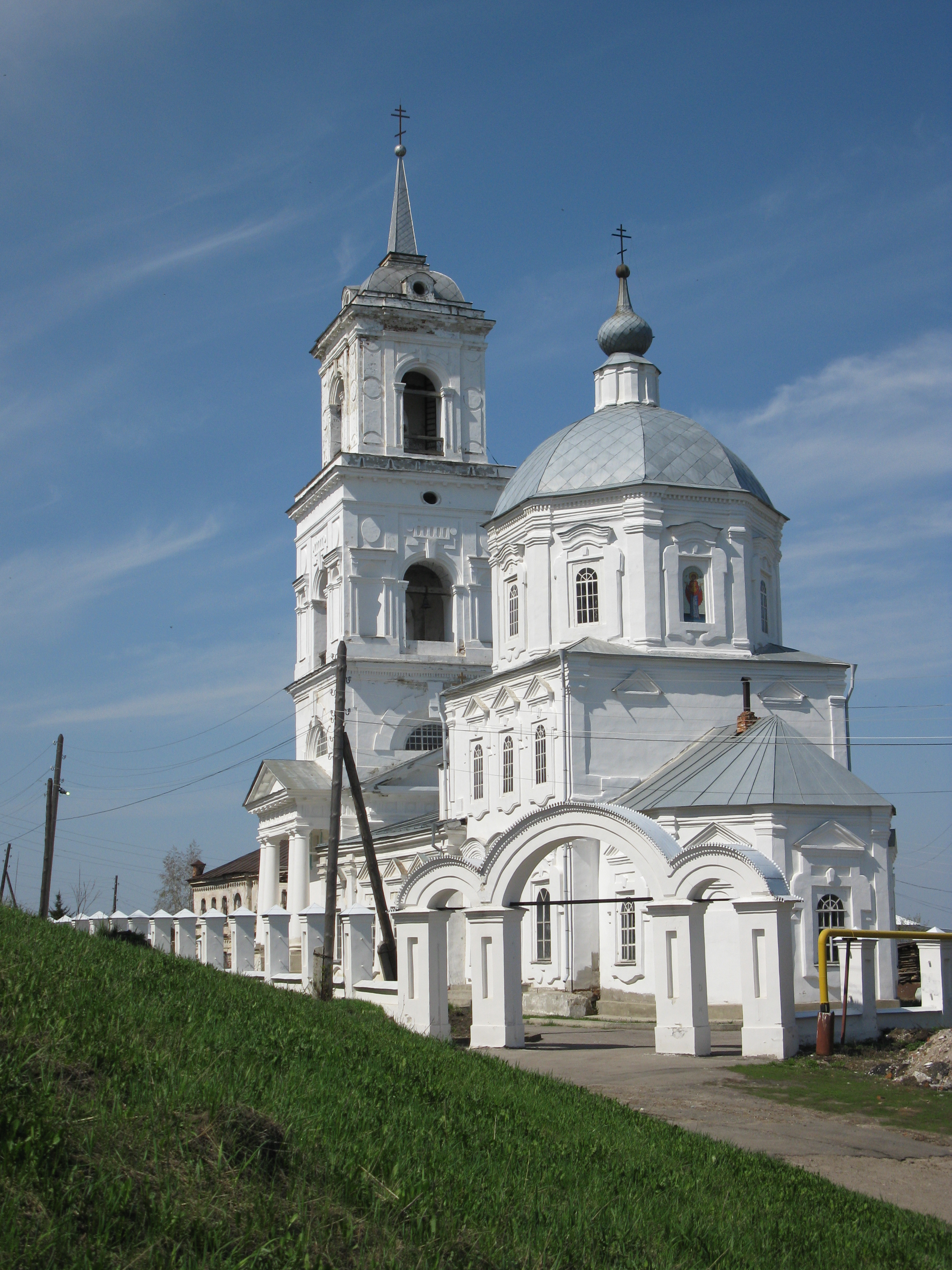
Николо-Знаменская церковь на площади Октябрьской Революции, 1770 год

- Площадь Октябрьской Революции — бывшая Торговая, Базарная (с конца XIX века), Старобазарная, Красная, Сталина. Центральная городская площадь, место основания города. Архитектурный ансамбль площади (пять церквей и ряд зданий XVIII—XIX веков) охраняется как объект культурного наследия республиканского значения.
- Орлиная улица
- Осипенко улица
- Осипова улица
- Островского улица
- Отрадная улица

## П
- Парковая улица
- Улица Парфёновой
- Пархоменко улица
- Первомайская улица
- Пионерская улица
- Пирогова улица
- Подгорная улица

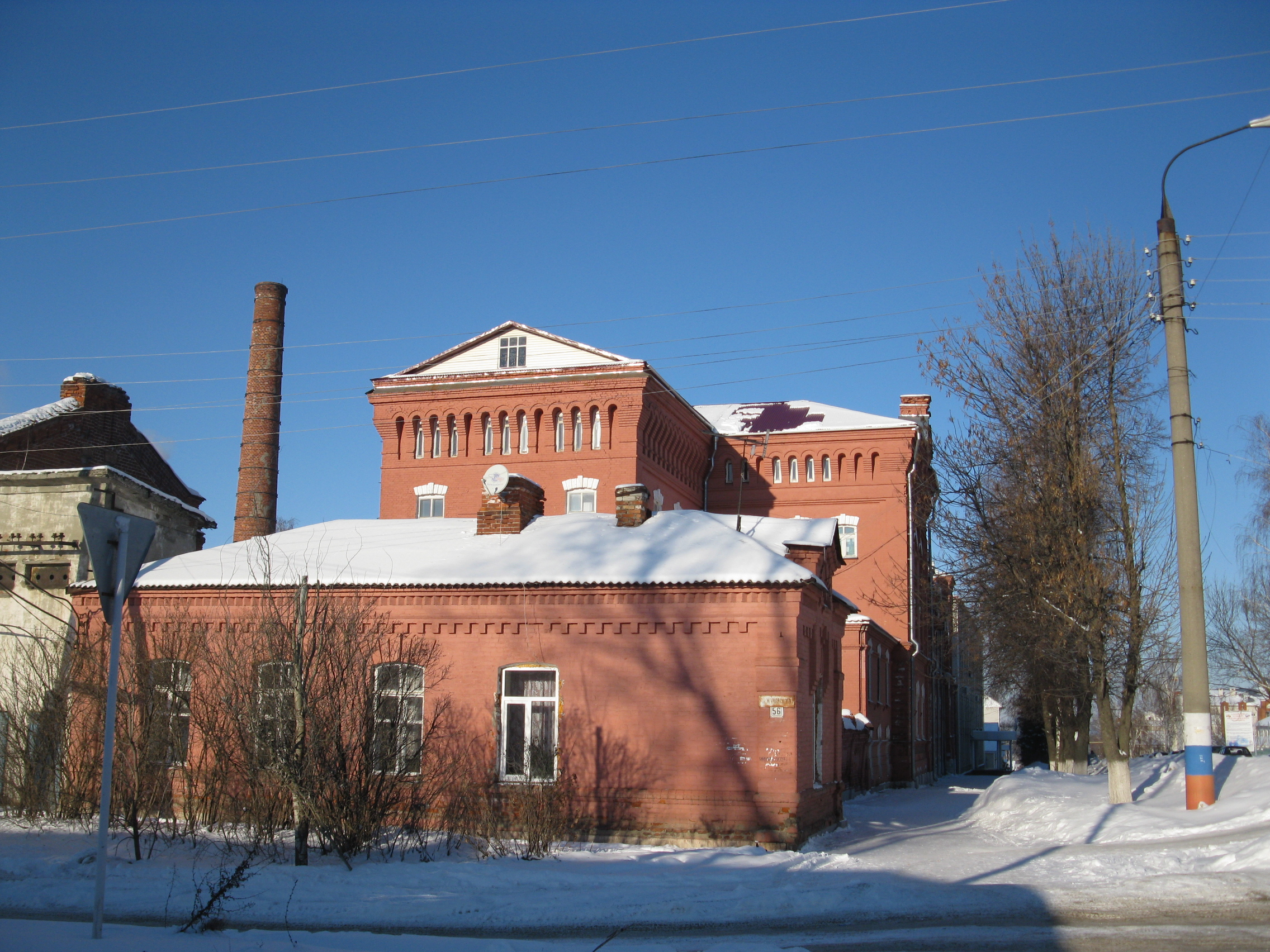
Первомайская улица, дом 48 — бывшее здание винной монополии, 1896 год

- Покровского улица — бывшая Набережная[4], Сурско-Набережная.
- Полевая улица — относится к сети магистральных связей городского значения[5].
- Почтовая улица
- Приовражная улица
- Пролетарская улица
- Промышленная улица
- Профсоюзная улица
- Пушкина улица — относится к сети магистральных связей городского значения[5].

## Р
- Рабочий переулок
- Радищева улица
- Радужный переулок
- Речников переулок
- Речной спуск
- Родниковая улица
- Ромашковая улица
- Рябиновая улица

## С
- Садовая улица
- Свердлова улица — бывшая Посадско-Набережная[4].
- Светлая улица
- Северный переулок
- Симбирская улица
- Советская улица — магистральная улица общегородского значения[5].
- Соколиная улица
- Солнечная улица
- Солнечный проезд
- Соловьиная улица
- Спортивный переулок
- Спуск Доронина улица
- Спуск Жуковского улица
- Старый переулок
- Стрелецкая улица — относится к сети магистральных связей городского значения[5].
- Стрелка микрорайон
- Строительная улица
- Суворова улица
- Улица Судаева (улица Алексея Судаева) — названа в честь оружейного конструктора Алексея Судаева. Ранее 3-й проезд[30].
- Сурский тракт
- Сурский тупик
- Сурский Овраг улица

## Т
- Тельмана улица — относится к сети магистральных связей городского значения[5].
- Тихий переулок
- Толбухина улица
- Толстого улица
- Тополиная улица
- Транспортная улица — относится к сети магистральных связей городского значения[5].
- Троицкая улица — бывшая улица Ежова (1937—1939), Щорса (1939—1999). В некоторых источниках также Свято-Троицкая.
- Трудовая улица
- Тургеневский переулок

## У
- УПП квартал
- Узенький переулок
- Урицкого улица

## Ф
- Фабричный переулок
- Фестивальная улица
- Фрунзе улица
- Фурманова улица

## Х
- Хозяйственная улица

## Ц
- Цветочная улица
- Цветочный проезд

## Ч
- Чайковского улица — относится к сети магистральных связей городского значения[5].
- Чапаева улица
- Чебоксарская улица
- Чернышевского улица — относится к сети магистральных связей городского значения[5].
- Чкалова улица

## Ш
- Шаумяна улица
- Шевченко улица
- Школьный проезд
- Шпальная улица

## Э
- Энгельса улица
- Энергетический переулок
- Энтузиастов улица

## Ю
- Юбилейная улица — относится к сети магистральных связей городского значения[5].
- Южная улица — относится к сети магистральных связей городского значения[5].
- Южный тупик

## Я
- Явлейский тракт
- Ягодная улица
- Ям-Посадский переулок
- Ярославская улица
- Ясная улица